# Serie A 1983/1984
Soutěžní ročník Serie A 1983/84 byl 82. ročník nejvyšší italské fotbalové ligy a 52. ročník od založení Serie A. Soutěž začala 11. září 1983 a skončila 13. května 1984. Účastnilo se jí opět 16 týmů z toho 13 se kvalifikovalo z minulého ročníku. Poslední tři týmy předchozího ročníku, jimiž byli Cagliari Calcio, AC Cesena a US Catanzaro sestoupili do druhé ligy. Opačným směrem putovali tři týmy, jimiž byli Milán AC (vítěz druhé ligy), SS Lazio, Calcio Catania.
Titul v soutěži obhajoval klub AS Řím, který v minulém ročníku získal 2. prvenství v soutěži.

## Přestupy hráčů
| Jméno              | odkud                  | kam              |                                |
| ------------------ | ---------------------- | ---------------- | ------------------------------ |
| Michael Laudrup    | Brøndby IF             | Juventus FC      | poslán na hostování (SS Lazio) |
| Stefano Tacconi    | US Avellino            | Juventus FC      |                                |
| Roberto Bettega    | Juventus FC            | Toronto Blizzard |                                |
| Giuseppe Galderisi | Juventus FC            | AC Hellas Verona |                                |
| Joe Jordan         | Milán AC               | AC Hellas Verona |                                |
| Aldo Serena        | Milán AC               | FC Inter Milán   |                                |
| Filippo Galli      | Pescara Calcio         | Milán AC         |                                |
| Luther Blissett    | Watford FC             | Milán AC         |                                |
| Eric Gerets        | Standard Lutych        | Milán AC         |                                |
| Toninho Cerezo     | Clube Atlético Mineiro | AS Řím           |                                |
| Francesco Graziani | AC Fiorentina          | AS Řím           |                                |
| Herbert Prohaska   | AS Řím                 | Austria Vídeň    |                                |
| Zico               | Flamengo               | Udinese Calcio   |                                |
| Ivano Bordon       | FC Inter Milán         | UC Sampdoria     |                                |
| Gabriele Oriali    | FC Inter Milán         | AC Fiorentina    |                                |
| Paolo Pulici       | Udinese Calcio         | AC Fiorentina    |                                |
| Walter Schachner   | AC Cesena              | Turín Calcio     |                                |
| Batista            | SE Palmeiras           | SS Lazio         |                                |
| Wim Kieft          | AFC Ajax               | Pisa SC          |                                |

## Složení ligy v tomto ročníku
| Klub               | Město         | Stadión                          | Kapacita | Trenér                                                        | 1982/83          |
| ------------------ | ------------- | -------------------------------- | -------- | ------------------------------------------------------------- | ---------------- |
| Ascoli Calcio 1898 | Ascoli Piceno | Stadio Cino e Lillo Del Duca     | 40 000   | Carlo Mazzone                                                 | 13.              |
| US Avellino        | Avellino      | Stadio Partenio-Adriano Lombardi | 39 500   | Fernando Veneranda (do 9. kola) Ottavio Bianchi               | 9.               |
| Calcio Catania     | Catania       | Stadio Cibali                    | 40 000   | Gianni Di Marzio (do 12. kola) Giovan Battista Fabbri         | Serie B          |
| AC Fiorentina      | Florencie     | Stadio Comunale                  | 58 000   | Giancarlo De Sisti                                            | 5.               |
| Janov 1893         | Janov         | Stadio Luigi Ferraris            | 57 800   | Luigi Simoni                                                  | 11.              |
| UC Sampdoria       | Janov         | Stadio Luigi Ferraris            | 57 800   | Renzo Ulivieri                                                | 7.               |
| FC Inter Milán     | Milán         | Stadio Giuseppe Meazza           | 83 000   | Luigi Radice                                                  | Bronzová medaile |
| Milán AC           | Milán         | Stadio Giuseppe Meazza           | 83 000   | Ilario Castagner (do 24. kola) Italo Galbiati                 | Serie B          |
| SSC Neapol         | Neapol        | Stadio San Paolo                 | 81 000   | Pietro Santin (do 20. kola) Rino Marchesi                     | 10.              |
| Pisa SC            | Pisa          | Stadio Arena Garibaldi           | 35 800   | Bruno Pace (do 5. kola) Luís Vinício (do 20. kola) Bruno Pace | 12.              |
| SS Lazio           | Řím           | Stadio Olimpico                  | 66 000   | Juan Carlos Morrone (do 12. kola) Paolo Carosi                | Serie B          |
| AS Řím             | Řím           | Stadio Olimpico                  | 66 000   | Nils Liedholm                                                 |                  |
| Juventus FC        | Turín         | Stadio Comunale                  | 71 000   | Giovanni Trapattoni                                           | Stříbrná medaile |
| Turín Calcio       | Turín         | Stadio Comunale                  | 71 000   | Eugenio Bersellini                                            | 8.               |
| Udinese Calcio     | Udine         | Stadio Friuli                    | 50 000   | Enzo Ferrari                                                  | 6.               |
| AC Hellas Verona   | Verona        | Stadio Marcantonio Bentegodi     | 47 800   | Osvaldo Bagnoli                                               | 4.               |

## Tabulka
| Poř. | Tým                | Z  | V  | R  | P  | VG | OG | B  |
| ---- | ------------------ | -- | -- | -- | -- | -- | -- | -- |
| 1.   | Juventus FC        | 30 | 17 | 9  | 4  | 57 | 29 | 43 |
| 2.   | AS Řím             | 30 | 15 | 11 | 4  | 48 | 28 | 41 |
| 3.   | AC Fiorentina      | 30 | 12 | 12 | 6  | 48 | 31 | 36 |
| 4.   | FC Inter Milán     | 30 | 12 | 11 | 7  | 37 | 23 | 35 |
| 5.   | Turín Calcio       | 30 | 11 | 11 | 8  | 37 | 30 | 33 |
| 6.   | AC Hellas Verona   | 30 | 12 | 8  | 10 | 43 | 35 | 32 |
| 7.   | UC Sampdoria       | 30 | 12 | 8  | 10 | 36 | 30 | 32 |
| 8.   | Milán AC           | 30 | 10 | 12 | 8  | 37 | 40 | 32 |
| 9.   | Udinese Calcio     | 30 | 11 | 9  | 10 | 47 | 40 | 31 |
| 10.  | Ascoli Calcio 1898 | 30 | 9  | 11 | 10 | 29 | 35 | 29 |
| 11.  | US Avellino        | 30 | 9  | 8  | 13 | 33 | 39 | 26 |
| 12.  | SSC Neapol         | 30 | 7  | 12 | 11 | 28 | 38 | 26 |
| 13.  | SS Lazio           | 30 | 8  | 9  | 13 | 35 | 49 | 25 |
| 14.  | Janov 1893         | 30 | 6  | 13 | 11 | 24 | 36 | 25 |
| 15.  | Pisa SC            | 30 | 3  | 16 | 11 | 20 | 35 | 22 |
| 16.  | Calcio Catania     | 30 | 1  | 10 | 19 | 14 | 55 | 12 |

Poznámky
- Z = Odehrané zápasy; V = Vítězství; R = Remízy; P = Prohry; VG = Vstřelené góly; OG = Obdržené góly; B = Body
- za výhru 2 body, za remízu 1 bod, za prohru 0 bodů.

|  | Přímý postup do PMEZ 1984/85        |
|  | Přímý Postup do Poháru UEFA 1984/85 |
|  | Přímý postup do Poháru PVP 1984/85  |
|  | Sestup do Serie B 1984/85           |

## Střelecká listina
Nejlepším střelcem tohoto ročníku Serie A se stal opět francouzský útočník Michel Platini. Hráč Juventus FC vstřelil 20 branek.
| P. | Nár       | Hráč                 | Tým              | Branky |
| -- | --------- | -------------------- | ---------------- | ------ |
| 1. | Francie   | Michel Platini       | Juventus FC      | 20     |
| 2. | Brazílie  | Zico                 | Udinese Calcio   | 19     |
| 3. | Itálie    | Maurizio Iorio       | AC Hellas Verona | 14     |
| 4. | Itálie    | Paolo Rossi          | Juventus FC      | 13     |
| 5. | Itálie    | Massimo Briaschi     | Janov 1893       | 12     |
| 5. | Itálie    | Paolo Monelli        | AC Fiorentina    | 12     |
| 7. | Argentina | Patricio Hernández   | FC Inter Milán   | 11     |
| 8. | Itálie    | Alessandro Altobelli | FC Inter Milán   | 10     |
| 8. | Argentina | Daniel Bertoni       | AC Fiorentina    | 10     |
| 8. | Itálie    | Pietro Paolo Virdis  | Udinese Calcio   | 10     |

## Vítěz
| Serie A 1983/84 Juventus FC (21. titul) |